# Phon Phisai (huyện)
Phon Phisai (tiếng Thái: โพนพิสัย) là một huyện (amphoe) của Nong Khai Province, đông bắc Thái Lan.

## Lịch sử
Khu vực này ban đầu thuộc Mueang Phon Phaeng, nay thuộc huyện Rattanawapi. Năm 1906, đơn vị này được thành lập huyện.

## Địa lý
Các huyện giáp ranh (từ phía đông theo chiều kim đồng hồ) là Rattanawapi và Fao Rai của Nong Khai Province, Ban Dung, Sang Khom và Phen của Udon Thani Province, và Mueang Nong Khai của Nong Khai. Về phía bắc bên kia sông Mekong là các tỉnh của Lào Viêng Chăn và tỉnh Bolikhamxai.

## Hành chính
Huyện này được chia thành 11 phó huyện (tambon), các đơn vị này lại được chia ra thành 151 làng (muban). Chumphon là một thị trấn (thesaban tambon) nằm trên một phần của tambon Chumphon. Có 11 Tổ chức hành chính tambon.
| STT | Tên            | Tên tiếng Thái | Số làng | Dân số |  |
| --- | -------------- | -------------- | ------- | ------ |  |
| 1.  | Chumphon       | จุมพล           | 24      | 18.670 |  |
| 2.  | Wat Luang      | วัดหลวง         | 16      | 9.236  |  |
| 3.  | Kut Bong       | กุดบง           | 14      | 8.815  |  |
| 4.  | Chum Chang     | ชุมช้าง          | 19      | 9.553  |  |
| 6.  | Thung Luang    | ทุ่งหลวง         | 12      | 5.111  |  |
| 7.  | Lao Tang Kham  | เหล่าต่างคำ      | 13      | 6.316  |  |
| 8.  | Na Nang        | นาหนัง          | 16      | 11.191 |  |
| 9.  | Soem           | เซิม            | 10      | 7.492  |  |
| 13. | Ban Pho        | บ้านโพธิ์         | 12      | 10.427 |  |
| 21. | Ban Phue       | บ้านผือ          | 7       | 5.415  |  |
| 22. | Sang Nang Khao | สร้างนางขาว     | 8       | 3.607  |  |

Các con số mất là tambon nay tạo thành huyện  Fao Rai và Rattanawapi.